# Halaelurus quagga
Halaelurus quagga é uma espécie de tubarão da família Pentanchidae [en]. Pequeno e esguio, atinge 37 cm de comprimento e exibe um padrão de coloração marcante, com barras verticais estreitas e marrom-escuras, semelhantes às da zebra quaga. Sua cabeça é curta e achatada, com um focinho pontiagudo que não é voltado para cima.
Pouco se sabe sobre a história natural do tubarão Halaelurus quagga, conhecido apenas por nove espécimes capturados no sudoeste da Índia e leste da Somália. Habita águas da plataforma continental a profundidades de 59 a 220 metros ou mais, sendo um predador demersal que se alimenta de camarões. Sua reprodução é ovípara, com registro de uma fêmea contendo oito ovos envoltos em bolsas de sereia marrons com longos filamentos nos cantos. A União Internacional para a Conservação da Natureza (IUCN) carece de dados suficientes para avaliar o status de conservação desta espécie. Sem valor econômico, é capturado como fauna acompanhante.

## Taxonomia

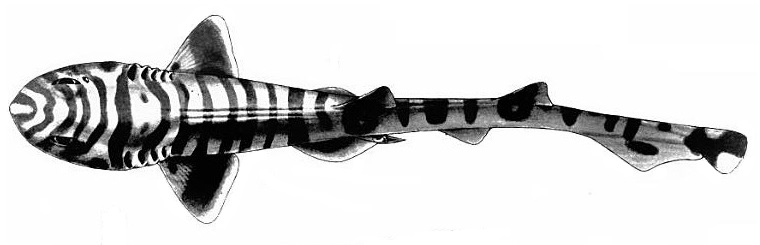
Ilustração do espécime-tipo de Halaelurus quagga, de Illustrations of the Zoology of the Royal Indian Marine Survey Ship Investigator (1900), que complementa a descrição de Alcock.

O primeiro espécime de Halaelurus quagga, um macho adulto de 27 cm, foi coletado pelo barco a vapor com rodas de pás RIMS Investigator a 187 metros de profundidade na Costa do Malabar, Índia. Foi descrito pelo naturalista britânico Alfred William Alcock em A Descriptive Catalogue of the Indian Deep-sea Fishes in the Indian Museum, publicado em 1899. Alcock classificou a nova espécie no gênero Scyllium (um sinônimo de Scyliorhinus) e nomeou-a em referência à zebra quaga (Equus quagga quagga) devido à semelhança no padrão de coloração. Posteriormente, a espécie foi transferida para o gênero Halaelurus [en].
Apenas nove espécimes de Halaelurus quagga foram registrados. Além do espécime-tipo de Alcock, quatro machos foram capturados por arrastão na costa leste da Somália pelo navio de pesquisa RV Anton Bruun em 1964. Outros quatro indivíduos, dois machos e duas fêmeas, foram encontrados entre os conteúdos de arrastões de pesca comercial realizados ao largo de Coulão, Índia, em 2010. Um macho relatado no Golfo de Adem em 1939 foi posteriormente reidentificado como Halaelurus boesemani [en].

## Descrição

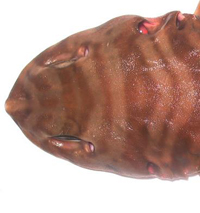
Espécime indiano de Halaelurus quagga, mostrando olhos e fendas branquiais posicionados dorsalmente e a ponta do focinho não voltada para cima.

Esbelto e de corpo firme, Halaelurus quagga tem uma cabeça curta e achatada com um focinho pontiagudo. A ponta do focinho, ligeiramente saliente, não é voltada para cima, ao contrário de algumas outras espécies de Halaelurus. As bordas anteriores das narinas possuem abas de pele triangulares. Os olhos, pequenos e ovais horizontais, estão posicionados no topo da cabeça, com membranas nictitantes rudimentares; abaixo dos olhos, há cristas espessas, e atrás deles, pequenos espiráculos. A boca, relativamente grande, é curvada, com os dentes superiores expostos quando fechada. Há sulcos curtos nos cantos da boca. As mandíbulas contêm 26–28 fileiras de dentes superiores e 27 inferiores de cada lado; além disso, há três fileiras de dentes na sínfise superior (ponto médio da mandíbula) e uma na inferior. Os dentes possuem três cúspides. Os cinco pares de fendas branquiais estão posicionados acima do nível da boca; o quinto par é menor que os demais.
As barbatanas peitorais, moderadamente grandes e arredondadas, estão relativamente próximas das barbatanas pélvicas. Machos adultos possuem clásperes finos e afilados, com uma protuberância coberta de dentículos na face externa, perto da ponta. A primeira barbatana dorsal está posicionada logo atrás da base das barbatanas pélvicas, enquanto a segunda, maior, está logo atrás da barbatana anal. A barbatana anal é maior que a segunda dorsal e comparável em tamanho às pélvicas. A barbatana caudal possui um lobo inferior pequeno, mas visível, e um lobo superior grande com uma incisura na margem posterior. A pele espessa é coberta por dentículos dérmicos com coroas em forma de ponta de flecha, apresentando uma crista central e três dentes posteriores. Este tubarão exibe um padrão dorsal marcante, com mais de 20 barras verticais estreitas e marrom-escuras sobre um fundo marrom-claro; as barras se estendem da cabeça à cauda e alcançam as barbatanas dorsais. A face ventral é esbranquiçada, e as barbatanas peitorais, pélvicas e anal têm margens posteriores claras. O maior espécime conhecido mede 37 cm de comprimento.

## Distribuição e habitat
Os espécimes conhecidos de Halaelurus quagga foram coletados no Mar das Laquedivas ao largo do sudoeste da Índia e no Oceano Índico ao largo da Somália. Os tubarões indianos foram capturados entre 90 e 220 metros de profundidade, possivelmente até 280 metros, enquanto os somalis foram capturados entre 59 e 70 metros. Esta espécie, demersal, habita áreas distantes da costa sobre a plataforma continental.

## Biologia e ecologia
A dieta de Halaelurus quagga consiste em camarões de águas profundas. Sua reprodução é ovípara, como em outros membros de seu gênero. Uma das fêmeas indianas estava grávida com oito ovos, divididos igualmente entre os dois ovidutos. Os ovos são envoltos em bolsas de sereia marrons, medindo 3,8–4,0 cm de comprimento, com longos filamentos espiralados nos quatro cantos. O menor espécime conhecido mede 8 cm, provavelmente próximo ao tamanho ao eclodir. Machos atingem a maturidade sexual entre 28 e 35 cm de comprimento; o tamanho de maturação das fêmeas é desconhecido.

## Interações com humanos
Halaelurus quagga é inofensivo e não é utilizado por humanos. É capturado como fauna acompanhante por pescarias demersais em arrastãos de fundo e possivelmente outros equipamentos; a atividade pesqueira é intensa nas águas da Índia e da Somália, mas dados específicos sobre esta espécie são escassos. Assim, a União Internacional para a Conservação da Natureza (IUCN) classificou-a como espécie deficiente de dados.